# Grandchamp (Sarthe)
Grandchamp è un comune francese di 171 abitanti situato nel dipartimento della Sarthe nella regione dei Paesi della Loira.

## Società

### Evoluzione demografica
Abitanti censiti